# ジエチルピロカーボネート
ジエチルピロカーボネート（Diethylpyrocarbonate; DEPC）は分子生物学の実験において、RNAを分解する酵素である RNase を失活させるために使う試薬である。RNase を失活させた DEPC 処理水は、研究室において RNA を扱う際に、分解のリスクを避けるためによく用いられる。
この作用は、DEPC が RNase のヒスチジン残基に対して共有結合修飾を行うことによる。そのため、同様に修飾のターゲットとなるTrisやHEPESバッファには DEPC は使えない。PBS、MOPS には使用可能である。簡単な法則として、反応性のある -O:、-N:、-S: といった残基を持つ酵素や化学物質に対しては、DEPC で RNase フリー処理を行うことはできない。
水に含まれる RNase を失活させるには、まず水に対して0.1％量の DEPC を添加し、37℃で一時間以上反応させる。その後121℃のオートクレーブで15分以上処理し、未反応の DEPC を不活性化させる。この方法で DEPC を不活性化（分解）した場合、水・二酸化炭素・エタノールが生じる。DEPC の濃度を上げればより多くの RNase を失活させることができるが、DEPC や分解時の副生成物が残ってしまうと、in vitro 翻訳などその後の実験操作に悪影響を及ぼす。また RNA 自体もカルボキシメチル化などの修飾を受けて有効量が低下してしまうことがあり、これはバッファ交換を行っても回復しない。
DEPC によるヒスチジンの誘導体化は、酵素におけるヒスチジン残基の重要性を確認する目的でも使われる。DEPC によるヒスチジン修飾は、イミダゾール環の窒素に対するエトキシカルボニル化である。この修飾は可逆的であり、中性条件下において0.5Mのヒドロキシルアミンで処理すると戻すことができる。